# Vie militaire dans les armées napoléoniennes
 (11 juillet 2018).
Vous pouvez aider à l'améliorer ou bien discuter des problèmes sur sa page de discussion.
- Il ne cite pas suffisamment ses sources. Vous pouvez indiquer les passages à sourcer avec {{référence nécessaire}} ou {{Référence souhaitée}}, et inclure les références utiles en les liant aux notes de bas de page. (Marqué depuis juillet 2018)
- Il contient une ou plusieurs listes. Le texte gagnerait à être rédigé sous la forme d’un ou plusieurs paragraphes synthétiques, afin d’être plus agréable à lire. (Marqué depuis juillet 2018)

- Archive Wikiwix
- Bing
- Cairn
- DuckDuckGo
- E. Universalis
- Gallica
- Google
- G. Books
- G. News
- G. Scholar
- Persée
- Qwant
- (zh) Baidu
- (ru) Yandex
- (wd) trouver des œuvres sur Wikidata

## Grades et rangs

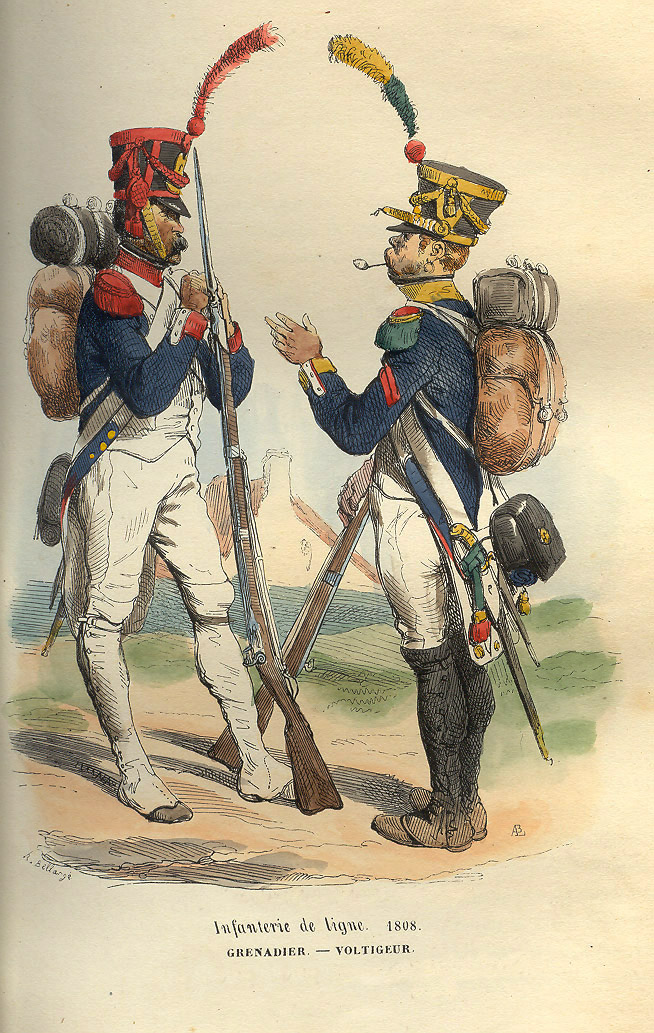
Le fusilier-grenadier à pied de la Garde impériale, soldat emblématique de l'Empire, a un uniforme caractéristique.

### Officiers généraux
- Maréchal d'Empire (il s'agit d'une dignité) ;
- Colonel-Général (il s'agit d'une dignité) ;
- Général en Chef (grade supprimé en 1812) ;
- Général de Division, ou Lieutenant-Général
- Général de Brigade, ou Maréchal de Camp;
- Général Chef d'état Major;(Major-Général dans la Garde,il s'agit d'une fonction);
- Général Aide de Camps;(il s'agit d'une fonction);
- Adjudant-Commandant (grade existant seulement dans les états-majors).

### Officiers supérieurs
- Colonel ;
- Colonel en Second ;
- Major ;
- Major en Second ;
- Chef de Bataillon (infanterie), ou Chef d'Escadron (cavalerie et artillerie).

### Officiers subalternes

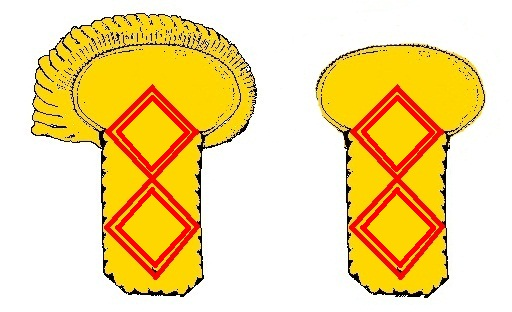
Épaulette de sous-lieutenant

- Capitaine-Adjudant-Major (c'est une fonction plus qu'un grade, il est adjoint du Major) ;
- Capitaine ;
- Lieutenant ;
- Sous-Lieutenant;
- Aspirant;

### Sous-officiers
- adjudant ;
- adjudant sous-officier ;
- sergent-major, ou maréchal des logis-chef ;
- sergent, ou maréchal des logis.

### Soldats

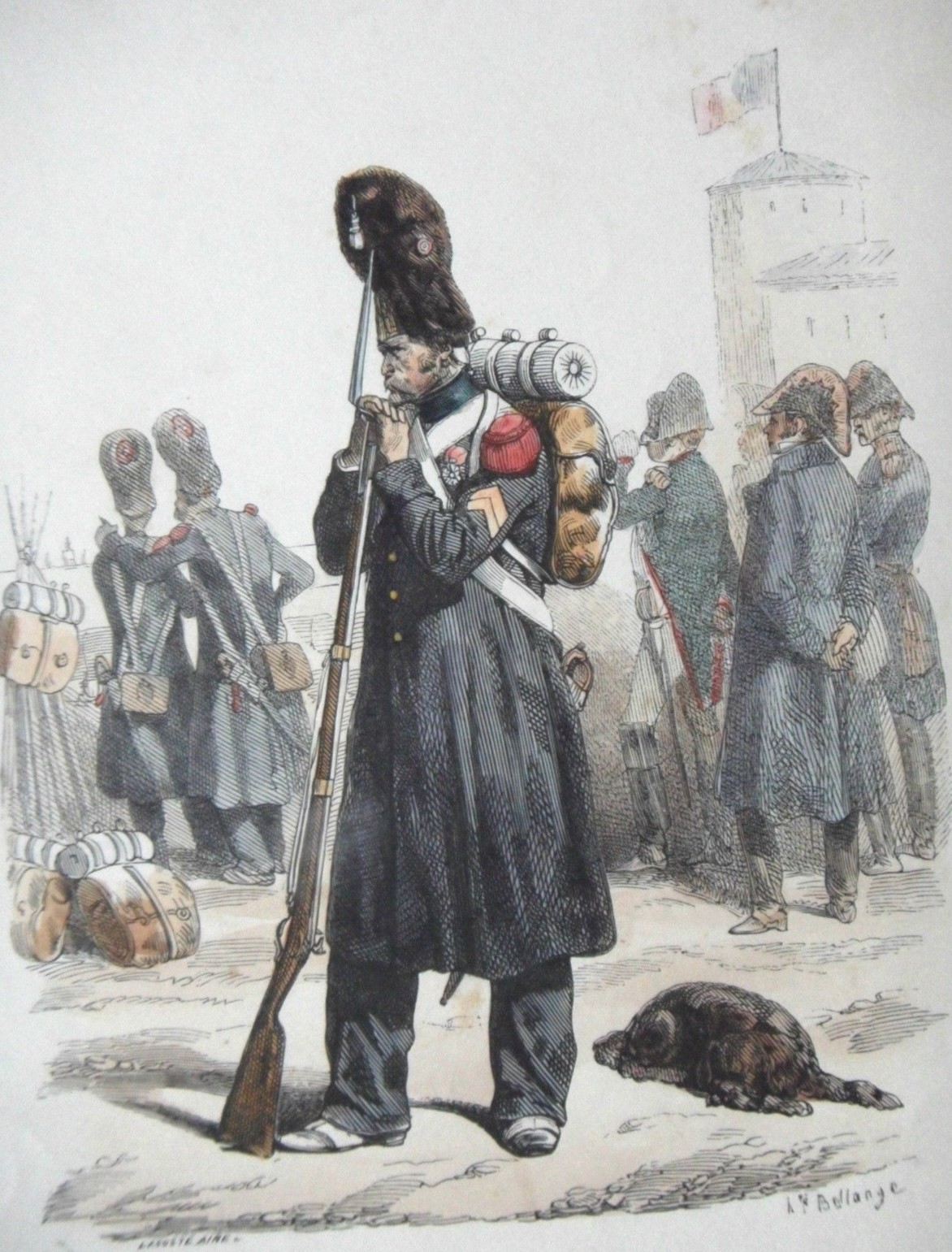
Chez les grenadiers de la Vieille Garde, le port de la moustache, des favoris en crosse de pistolet et des cheveux longs portés en cadenettes avec la queue, un anneau d'or à l'oreille, contribue à leur donner cette silhouette de grognard.

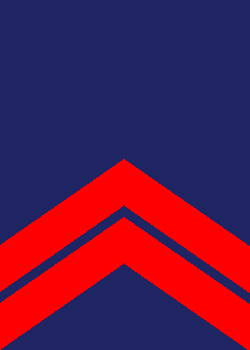
Chevrons de caporal.

- caporal-fourrier, ou brigadier-fourrier ; ce n'est pas un grade, mais une fonction, qui implique notamment la gestion des registres de soldes d'habillement.
- caporal, ou brigadier ;
- soldats des compagnies d'élite : grenadier, chasseur, voltigeur, tirailleur, etc. (infanterie) ; dragon, chasseur, chevau-léger (cavalerie) ; canonnier, artilleur, pontonnier (artillerie) ; ou sapeur, mineur (génie); conducteur (train).

Les carabiniers et les cuirassiers sont d'office des soldats d'élite.
- soldats des autres compagnies : fusilier, chasseur (infanterie) ; dragon, chasseur, chevau-léger (cavalerie) ; artilleur, canonnier, pontonnier (artillerie) ; sapeur, mineur (génie) ; conducteur (train) ;
- tambour, sonneur (infanterie légère), clairon, musicien.

De plus, tous les soldats de la Garde impériale ont préséance sur les soldats de rang équivalent des autres corps. Ainsi un chasseur d'un régiment de chasseurs à pied de la Garde équivaut à un caporal de l'infanterie légère.

## Vie du soldat napoléonien

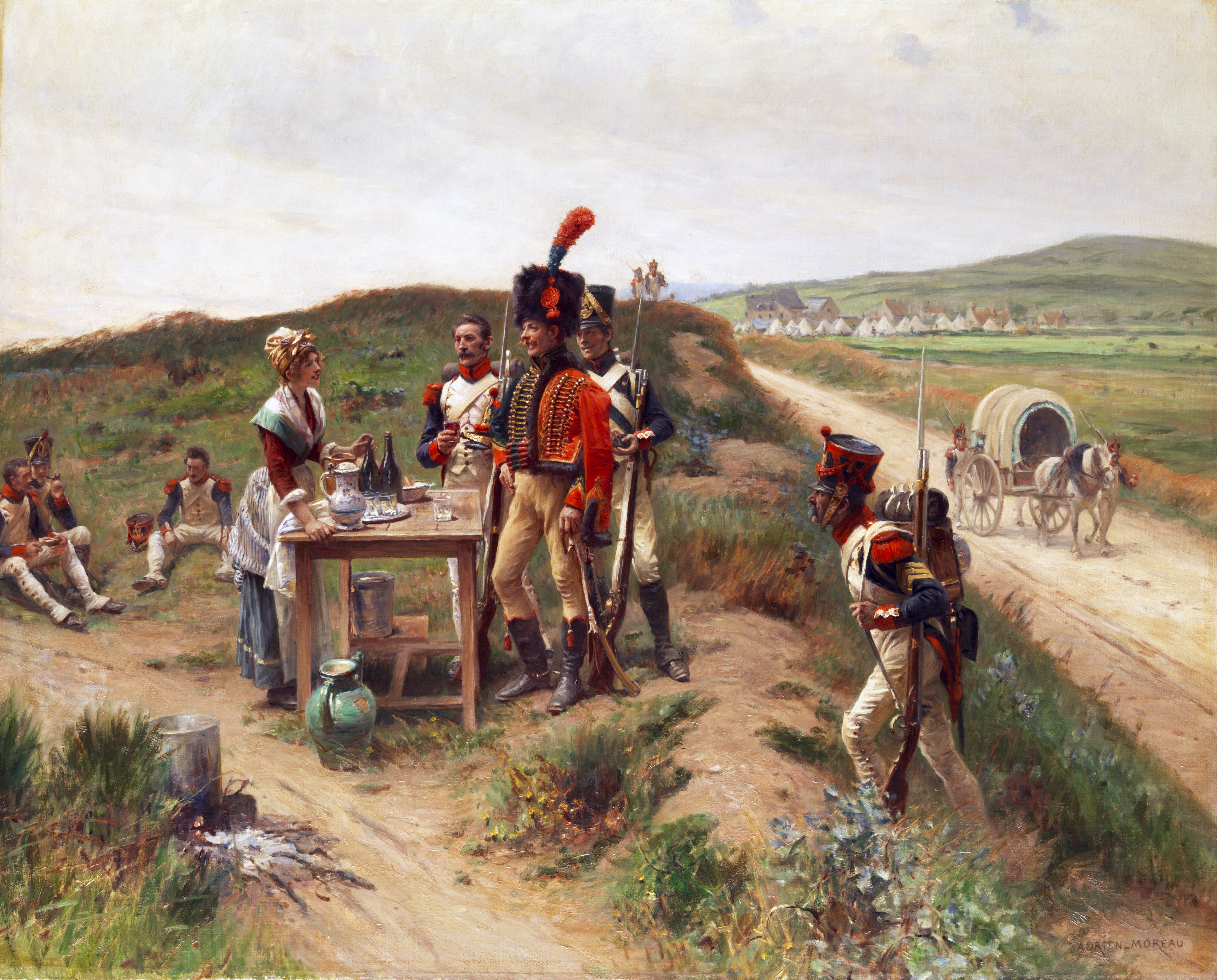
Soldats s'approvisionnant auprès d'une marchande ambulante.

Les militaires, aussi bien en campagne qu'en temps de paix ou lors des manœuvres, bénéficiaient d'un billet de logement  utilisé pour réquisitionner les logements notamment pour les nombreux mercenaires étrangers qui avaient « un nom à coucher dehors », d'où l'expression « à coucher dehors avec un billet de logement ». Lors de la retraite de Russie, les soldats  napoléoniens défaits ne pouvaient se prévaloir de ce billet : ils  frappaient aux portes de l'habitant en donnant du « cher ami », en vain car ils étaient perçus comme des mendiants. Depuis, le terme est resté dans le vocabulaire russe, « cheramijnik » ou « cheramiga » désignant une personne considérée comme fourbe ou pique-assiette.